# Phare de Chequamegon Point

Le phare de Chequamegon Point (en anglais : Chequamegon Point Light), est un phare du lac Supérieur situé sur Long Island, l'une des îles des Apôtres dans le comté d'Ashland, Wisconsin.

## Historique
Le feu de Chequamegon Point a été entretenu par le gardien du phare de La Pointe (à environ un mile de distance) et son objectif d'origine, une lentille de Fresnel de quatrième ordre a été transféré sur celui-ci. Un sentier promenade les reliait, afin que les gardiens de la lumière puissent faire du vélo entre les lumières. En 1868, le phare avait été établi à l'extrémité ouest de Long Island, marquant l'entrée de la baie de Chequamegon et avec elle les villes de Washburn et Ashland.
Le phare a été replacé sur le rivage avec signal lumineux et de brouillard construite en 1986 car celui-ci était menacé par l'érosion. L'accès se fait à pied depuis le quai de la station de La Pointe le long de la plage.

## Description
Le phare  est une tour métallique à base carrée à claire-voie  de 11 m de haut, soutenant une pièce fermée soutenant une lanterne. Le phare est peint en blanc et le toit de la lanterne est rouge.
Il émet, à une hauteur focale de 13 m, un bref éclat vert de 0.4 seconde par période de 4 secondes. Sa portée est de 7 milles nautiques (environ 13 km).

## Caractéristiques dufeu maritime
Fréquence : 4 secondes (G)
- Lumière : 0.4 seconde
- Obscurité : 3.6 secondes

Identifiant : ARLHS : USA-164 ; USCG :  7-15295 .

Localisation Long Island
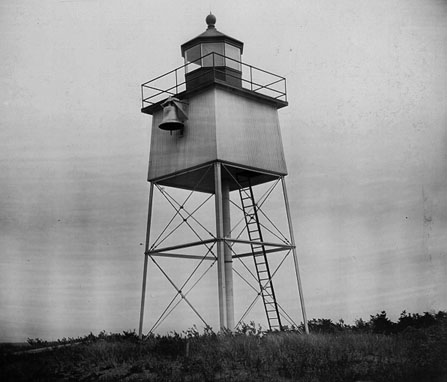
Le phare (photo USCG)

### Lien connexe
- Liste des phares du Wisconsin